# Andréi Stackenschneider

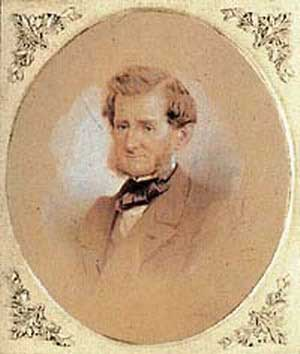
Andréi Stackenschneider

Andréi Ivánovich Stackenschneider, Stakenshnéider o Stuckenschneider (Андрей Иванович Штакеншнейдер) (1802-1865) fue un arquitecto ruso. Su enfoque ecléctico y su confianza en el tratamiento de distintos estilos lo demostró en los 10 palacios construidos y diseñados en San Petersburgo. Se lo considera por muchos autores como el arquitecto que marcó el tránsito desde el Neoclasicismo al Romanticismo en la arquitectura de Rusia.
Nacido en una familia próspera, Stackenschneider fue preparado en la Academia Imperial de las Artes, ayudando a Auguste de Montferrand en la supervisión de la construcción de la Catedral de San Isaac. Estilísticamente revitalizó distintas fuentes de inspiración, utilizando el griego, el renacimiento, el barroco y el gótico. Su primer trabajo independiente fue el castillo neogótico de Keila-Joa, una de las residencias del conde Alexander von Benckendorff cerca de Tallin.
A final de los años 1830, Stackenschneider empezó a ser considerado el arquitecto de la corte del zar Nicolás I de Rusia. Para este monarca y sus hijos realizó el Palacio Mariinsky (entre 1839 y 1844), Palacio Nikoláievski (1853-61), Palacio Mijáilovski (1857-61), así como en el  Palacio Beloselsky-Belozersky (1846-48) para la princesa Kochubéy. En Peterhof fue responsable del Palacio de los Granjeros (Фермерский Дворец) (1838-55), el palacio Belvedere (1853-56), y numerosos pabellones de jardines. 
Stackenschneider se encargó de la renovación de los interiores del Palacio de Invierno y aplicó el lenguaje del nuevo estilo griego en el Palacio Imperial de Oreanda, en Crimea (1842-52, incendiado en 1882).

## Galería

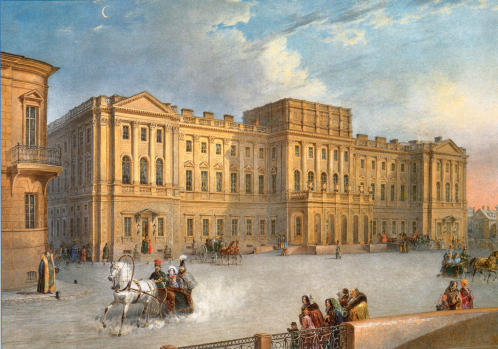
Palacio Mariinsky en San Petersburgo
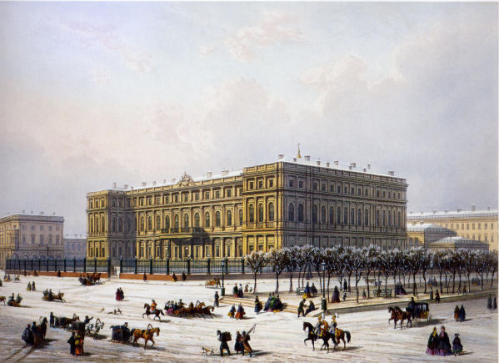
Palacio Nikoláievski en San Petersburgo
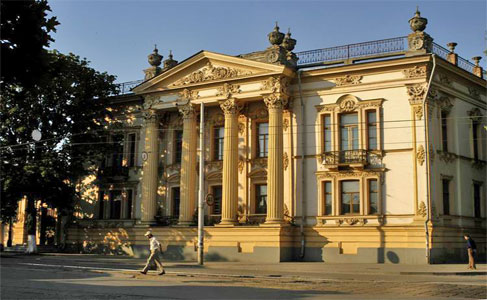
Palacio Alferaki en Taganrog
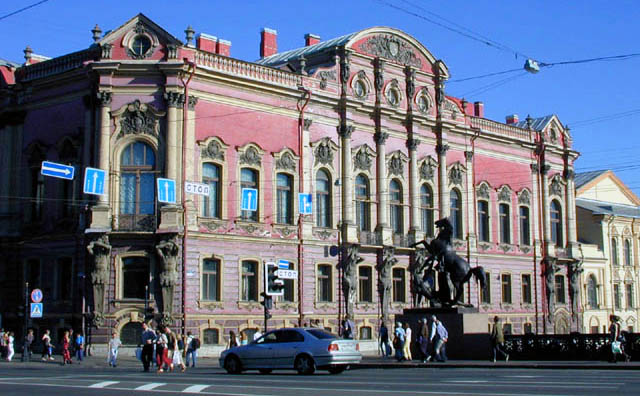
Palacio Beloselsky-Belozersky en San Petersburgo